# Herzeleid
Herzeleid è il primo album in studio del gruppo musicale tedesco Rammstein, pubblicato il 25 settembre 1995 dalla Motor Music.

## Descrizione
Il disco si compone di undici brani, tra cui i singoli Du riechst so gut e Seemann. Dal punto di vista musicale, le influenze principali risiedono in svariati gruppi, tra cui Kraftwerk, Ministry, Depeche Mode, Marilyn Manson e Nine Inch Nails, unendo il tutto attraverso un genere melodico particolare definito dal tastierista Christian Lorenz «tanz metall».

## Tracce
Testi e musiche di Rammstein.
1. Wollt ihr das Bett in Flammen sehen? – 5:17
2. Der Meister – 4:10
3. Weißes Fleisch – 3:35
4. Asche zu Asche – 3:51
5. Seemann – 4:48
6. Du riechst so gut – 4:49
7. Das alte Leid – 5:44
8. Heirate mich – 4:44
9. Herzeleid – 3:41
10. Laichzeit – 4:20
11. Rammstein – 4:25

## Formazione
- Christoph Doom Schneider – batteria
- Doktor Christian Lorenz – tastiera
- Paul Landers – chitarra
- Oliver Riedel – basso
- Richard Z. Kruspe – chitarra
- Till Lindemann – voce

## Classifiche
| Classifica (1995-2023) | Posizione massima |
| ---------------------- | ----------------- |
| Austria                | 7                 |
| Belgio (Fiandre)       | 30                |
| Belgio (Vallonia)      | 28                |
| Finlandia              | 26                |
| Francia                | 85                |
| Germania               | 2                 |
| Grecia                 | 59                |
| Lituania               | 30                |
| Paesi Bassi            | 50                |
| Svezia                 | 52                |
| Svizzera               | 4                 |
| Ungheria               | 38                |